# 北川高嗣
北川 高嗣（きたがわ たかし、1956年 - ）は、日本の情報学者。筑波大学名誉教授。武蔵野大学データサイエンス学部教授。工学博士。専門はメディア情報システムデザイン。脚本家の北川悦吏子は実妹。

## 人物・来歴
岐阜県生まれ。スタンフォード大学コンピューターサイエンス科学科客員研究員、筑波大学教授などを経て2021年より現職。

### 学歴
- 1978年 名古屋大学工学部応用物理学科卒業
- 1984年 名古屋大学大学院工学研究科博士課程（情報工学専攻）修了

### 職歴
- 1982年 スタンフォード大学コンピュータサイエンス学科　客員研究員( -1983年)
- 1993年 筑波大学電子情報工学系　助教授( -2000年)
- 1994年 慶應義塾大学理工学部　非常勤講師( -2001年)
- 1997年 東京大学工学部　非常勤講師( -1998年)
- 2000年 筑波大学大学院システム情報工学研究科　教授
- 2001年 放送大学大学院　客員教授
- 2003年 メディアスティック株式会社　取締役
- 2018年 一般社団法人 サーキュラーエコノミー推進機構CEO(Circular Economy Organization) 理事 Executive producer[2]
- 2021年 筑波大学名誉教授
- 2021年 武蔵野大学データサイエンス学部　教授[3]
- 2021年 公益財団法人東京財団政策研究所　研究主幹[4]

### 政府の委員等
- 1997年 「４次元メディア研究会」委員長（科学技術庁）( -2000年)
- 1997年 「放送経済研究会」委員（郵政省）( -1999年)
- 1998年 「マルチメディアコンテンツ流通委員会」副委員長（通商産業省）( -2000年)
- 1999年 「しなやかな行動派と語らう会」委員（大蔵省、主計局）( -2000年)[5]
- 2000年 「モバイル街研究会」委員（総務省）( -2002年)
- 2002年 「ネットワークヒューマンインターフェイス研究会」委員（総務省）( -2004年)
- 2007年 独立行政法人 科学技術振興機構(JST)　情報社会技術分野評価委員（文部科学省）
- 2008年 日本学術振興会 科学研究費委員会専門審査委員(文部科学省)( -2009年)
- 2008年 一般財団法人 デジタルコンテンツ協会「画像検索を用いた海賊版実態調査研究会」評価委員（経済産業省）( -2009年)
- 2009年 「グローバル金融システムと日本経済再生委員会」委員（経済産業省）( -2009年)
- 2009年 公益財団法人 大学基準協会（JUAA）大学評価委員
- 2009年 「インターネット上の著作権侵害コンテンツ対策委員会」委員（内閣府）( -2010年)
- 2010年 CCIF（Consortium for Copyright Infringement via File-Sharing Software）運営委員会 アドバイザー兼技術部会主査[6]
- 2010年 「コンテンツ不正流通連絡会」座長代理（総務省）

### その他委員等
- 1994年 マルチメディア・ソフトインフラ・コンソーシアム コーディネータ（企業コンソーシアム）( -1995年)
- 1994年 21世紀ナビゲーターズコミッティ 委員（兵庫県）[7]
- 1997年 放送産業モデル研究会 委員（一般社団法人 日本民間放送連盟）( -1999年)
- 2000年 時空間メディア流通情報都市研究会 ナビゲータ（企業コンソーシアム）( -2001年)
- 2002年 モバイルメタデータベースシステムコンソーシアム 座長（企業コンソーシアム）( -2004年)
- 2012年 GESL(グローバル環境システムリーダープログラム)文科省リーディング大学院プログラム アドバイザリー 評価委員（慶應義塾大学）
- 2014年 データ・エクスチェンジ・コンソーシアム 顧問（合同会社）( -2017年)[8]
- 2017年 日本人全員英語しゃべれる化計画（App Storeアプリ）総合プロデューサ [9]

## 著書
- 『Multimedia Data Management』(The McGraw-Hill Companies、 1998年)
- 『情報学事典』(編著)(弘文堂、 2002年)
- 『情報都市論』(NTT出版、 2002年)
- 『マルチメディアな風景』(時事通信社、 1996年)
- 『総合情報学』(放送大学教科書、2002年)